# بنجامين قاولد
بنجامين قاولد (بالإنجليزية: Benjamin Gould)‏ هو سياسي أسترالي وبريطاني (وحمل سابقاً جنسية المملكة المتحدة لبريطانيا العظمى وأيرلندا)، ولد في 9 أكتوبر 1849، وتوفي في 29 أكتوبر 1922. انتخب عضو مجلس النواب جنوب أستراليا من الجمعية عن دائرة Electoral district of West Torrens ‏ وقد انضم خلال فترته النيابية (2 أبريل 1887 – 14 أبريل 1893)  للكتلة البرلمانية مستقل.